# Kolbu
Kolbu is een plaats in de Noorse gemeente Østre Toten, provincie Innlandet. Kolbu telt 584 inwoners (2007) en heeft een oppervlakte van 0,76 km².